# Eddie Johnson
Eddie Johnson (n. 10 februarie 1919 - d. 30 iunie 1974) a fost un pilot de curse auto american care a evoluat în Campionatul Mondial de Formula 1 între anii 1952 și 1960.